# 삼죽면
삼죽면(三竹面)은 대한민국 경기도 안성시의 면이다.

동쪽으로는 죽산면, 서쪽으로는 보개면, 남쪽으로는 금광면, 북쪽으로는 용인시 처인구 백암면과 인접해있다.

## 연혁
- 조선시대는 죽산군의 서일, 서이, 서삼면이었다.
- 1914년 4월 1일 군면 통폐합 때 안성군에 이속하고, 상기 3개면을 합해 죽삼면이라 칭함
- 1915년 죽삼면을 삼죽면이라 개칭하였음
- 1987년 1월 1일 행정구역 개편 : 3개리(남풍리, 동평리, 가현리)가 보개면으로 편입되었다.[1]

## 행정 구역
- 기솔리(基率里)
- 마전리(麻田里)
- 미장리(美獐里)
- 진촌리(眞村里)
- 내강리(內康里)
- 내장리(內長里)
- 배태리(排台里)
- 용월리(龍月里)
- 덕산리(德山里)
- 율곡리(栗谷里)

## 교육
- 삼죽초등학교
- 마전초등학교
- 동아방송예술대학교